# Продан Ангелов
Продан Киров Ангелов е български революционер, деец на Вътрешната македоно-одринска революционна организация.

## Биография
Роден е в 1881 година в лозенградското село Едига, тогава в Османската империя. Присъединява се към ВМОРО. Участва в Илинденско-Преображенското въстание от лятото на 1903 година с четата на Георги Кондолов, а по-късно с тази на Тодор Акбунарлията. При раздялата на четата се присъединява към групата от 40 – 50 четници, оглавена от Тодор Четника и Димитър Самоковлията, която в началото на август обкръжава и изгаря турското село Сазара, като губи двама души – Петко Тодоров и Георги Славов. Оттеглят се към Едига и след три дена влизат в сражение с редовна войска при Курудере. След пристигане на подкрепления се оттеглят към България, като охраняват колоните с бежанци.
На 3 април 1943 година, като жител на Венелин, Варненско, подава молба за българска народна пенсия. Молбата е одобрена и пенсията е отпусната от Министерския съвет на Царство България.